# Otiocerus francilloni
Otiocerus francilloni är en insektsart som beskrevs av Kirby 1821. Otiocerus francilloni ingår i släktet Otiocerus och familjen Derbidae. Inga underarter finns listade i Catalogue of Life.